# Drniš
Drniš és una ciutat de Croàcia, a Dalmàcia, entre Šibenik i Knin. La seva població arriba als 8.595 habitants (2006), amb 3.332 que viuen a la ciutat i dues dotzenes repartides pels pobles del voltant. El poble d'Otavice prop de Drniš és el lloc de naixement de l'escriptor Ivan Meštrović. El compositor Krsto Odak (1888-1965) nasqué a Siverić prop de Drniš. Els polítics Božidar Adžija i Dražen Budiša són també d'aquesta zona.